# 古清口街道
古清口街道，原为袁集乡，是中华人民共和国江苏省淮安市淮阴区下辖的一个乡镇级行政单位。2018年7月，撤销袁集乡，设立古清口街道。以原袁集乡所辖区域为古清口街道行政区域，古清口街道办事处驻袁集村委会境内，办公地址为淮三路109号。区划代码改为320804008。

## 行政区划
古清口街道下辖以下地区：
袁集村、袁东村、干庄村、桂塘村、辣树村、草庙村、李庄村、双庄村、袁北村和农科村。